# 罗贝尔·吉拉尔代
罗贝尔·吉拉尔代（法語：Robert Girardet，1893年3月11日—1977年3月1日），法国男子帆船运动员。他曾代表法国参加1924年夏季奥林匹克运动会帆船比赛，获得一枚铜牌。他于1977年在塞纳河畔讷伊去世。